# Хмелевицкий район
Хмелевицкий район — административно-территориальная единица в составе Нижегородского края и Горьковской области, существовавшая в 1929—1931 и 1944—1957 годах. Центр — село Хмелевицы.
Хмелевицкий район был образован в июле 1929 года в составе Шарьинского округа Нижегородского края.
В состав района вошли следующие территории бывшего Ветлужского уезда:
- из Какшинской волости: Новошоринский с/с
- из Новоуспенской волости: Андриановский, Большешироковский, Малошироковский с/с
- из Хмелевицкой волости: Большеломовский, Большесвечанский, Верховский, Лужайский, Макаровский, Малополдневский, Хмелевицкий с/с.

30 июля 1930 года в связи с ликвидацией окружной системы в СССР Хмелевицкий район перешёл в прямое подчинение Нижегородского края.
В январе 1931 года Хмелевицкий район был упразднён, а его территория передана в Шахунский район.
В ноябре 1944 года Хмелевицкий район был восстановлен в составе Горьковской области. К нему отошли Андриановский, Большесвечанский, Верховский, Новошоринский, Поломский, Хмелевицкий с/с, а также Вахтанский и Сявский п/с Шахунского района.
В марте 1946 года были образованы Большемузинский (из части Хмелевицкого), Красногорский (из частей Хмелевицкого и Большесвечанского) и Разумовский (из частей Верховского) с/с.
В июне 1954 года Большемузинский и Красногорский с/с были присоединены к Хмелевицкому с/с, а Разумовский — к Верховскому.
В ноябре 1957 года Хмелевицкий район был упразднен, а его территория передана в Шахунский район.